# Sidney (Indiana)
Sidney – miasto w Stanach Zjednoczonych, w stanie Indiana, w hrabstwie Kosciusko.